# Oncideres ilaire
Oncideres ilaire är en skalbaggsart som beskrevs av Dillon 1946. Oncideres ilaire ingår i släktet Oncideres och familjen långhorningar.
Artens utbredningsområde är Panama. Inga underarter finns listade i Catalogue of Life.